# 양정화 (배우)
양정화(梁貞花, 1951년~ )은 대한민국의 여자 영화배우이다. 1978년 은퇴하였다.

## 출연작

### 드라마
- 1972년 MBC 일일연속극 《기러기》
- 1972년 MBC 6.25특집극 《불타는 여름》
- 1972년 MBC 일일연속극 《새엄마》 - 송지혜 역
- 1973년 MBC 일일연속극 《113 수사본부》
- 1974년 MBC 일일연속극 《해바라기》
- 1974년 MBC 일일연속사극 《성춘향》
- 1974년 MBC 일일연속사극 《황녀》
- 1975년 MBC 일일연속극 《효자문》
- 1975년 MBC 일일연속극 《안녕》
- 1975년 MBC 화요연속극 《소망》

### 영화
- 1973년 영화 《흑녀》
- 1974년 영화 《밤에도 뜨는 태양》
- 1974년 영화 《성숙》
- 1975년 영화 《애수의 샌프란시스코》
- 1975년 영화 《황혼의 만하탄》

## 학력
- 중앙여자중학교(졸업)
- 상명여자고등학교(졸업)